# سالتایر
سالتایر (انگلیسی: Saltaire) یک منطقه در شیپلی است که جزئی از سیتی بردفورد محسوب میشود.
این منطقه در سال ۱۸۵۱ میلادی ساخته شده است در سال ۲۰۰۱ میلادی در فهرست میراث جهانی یونسکو ثبت شده است.

## نگارخانه

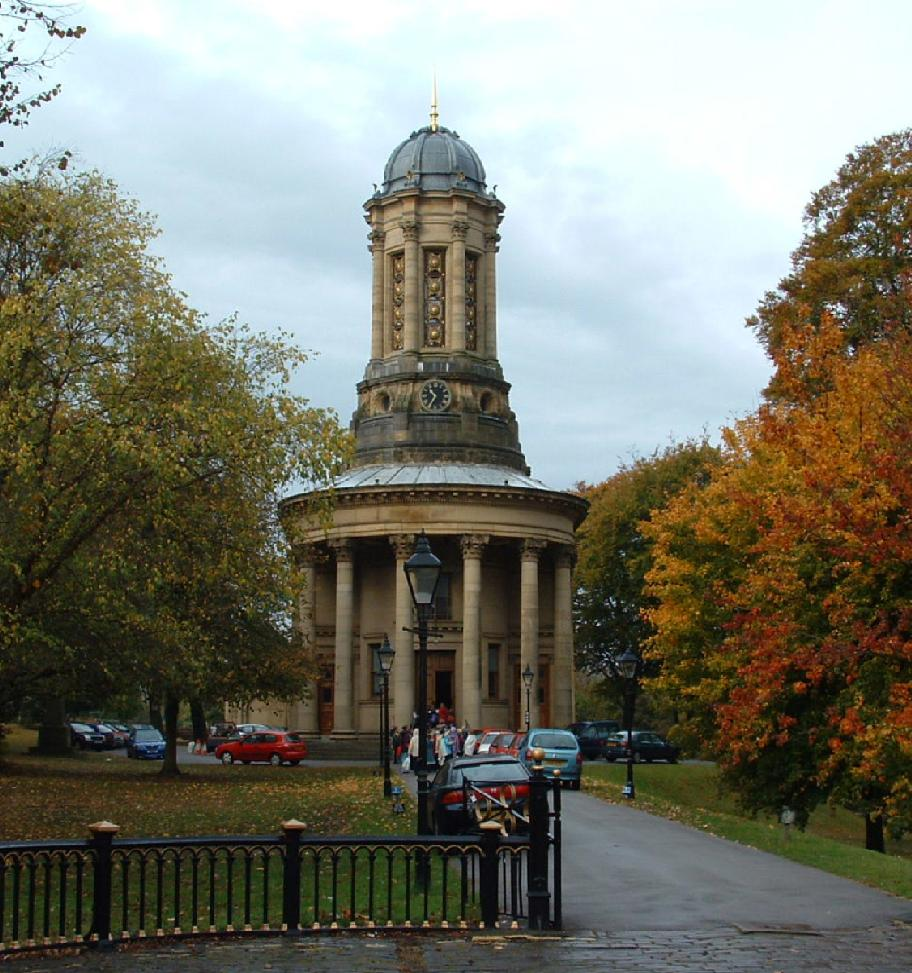
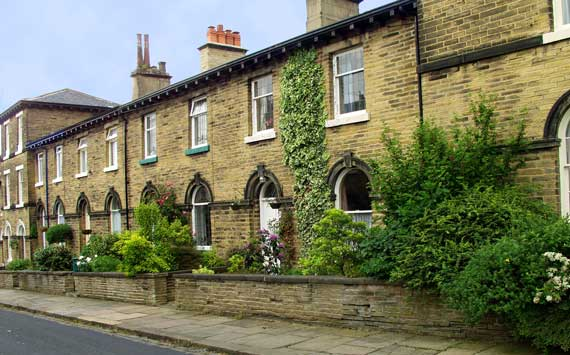
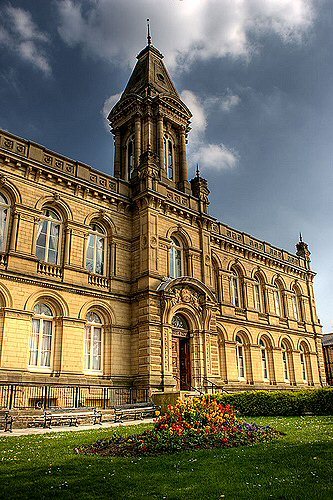
Victoria Hall, Saltaire Village
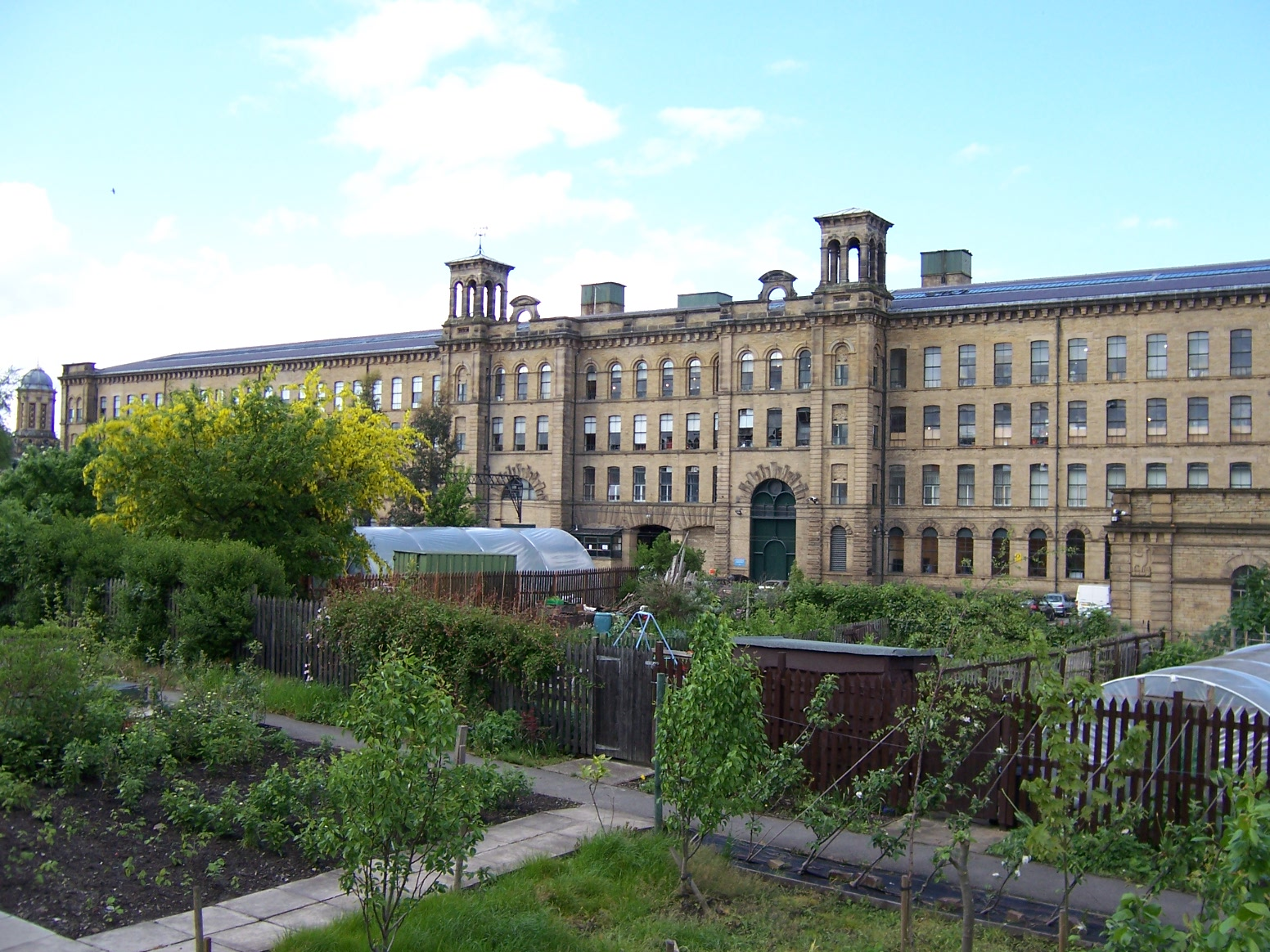
Salts Mill
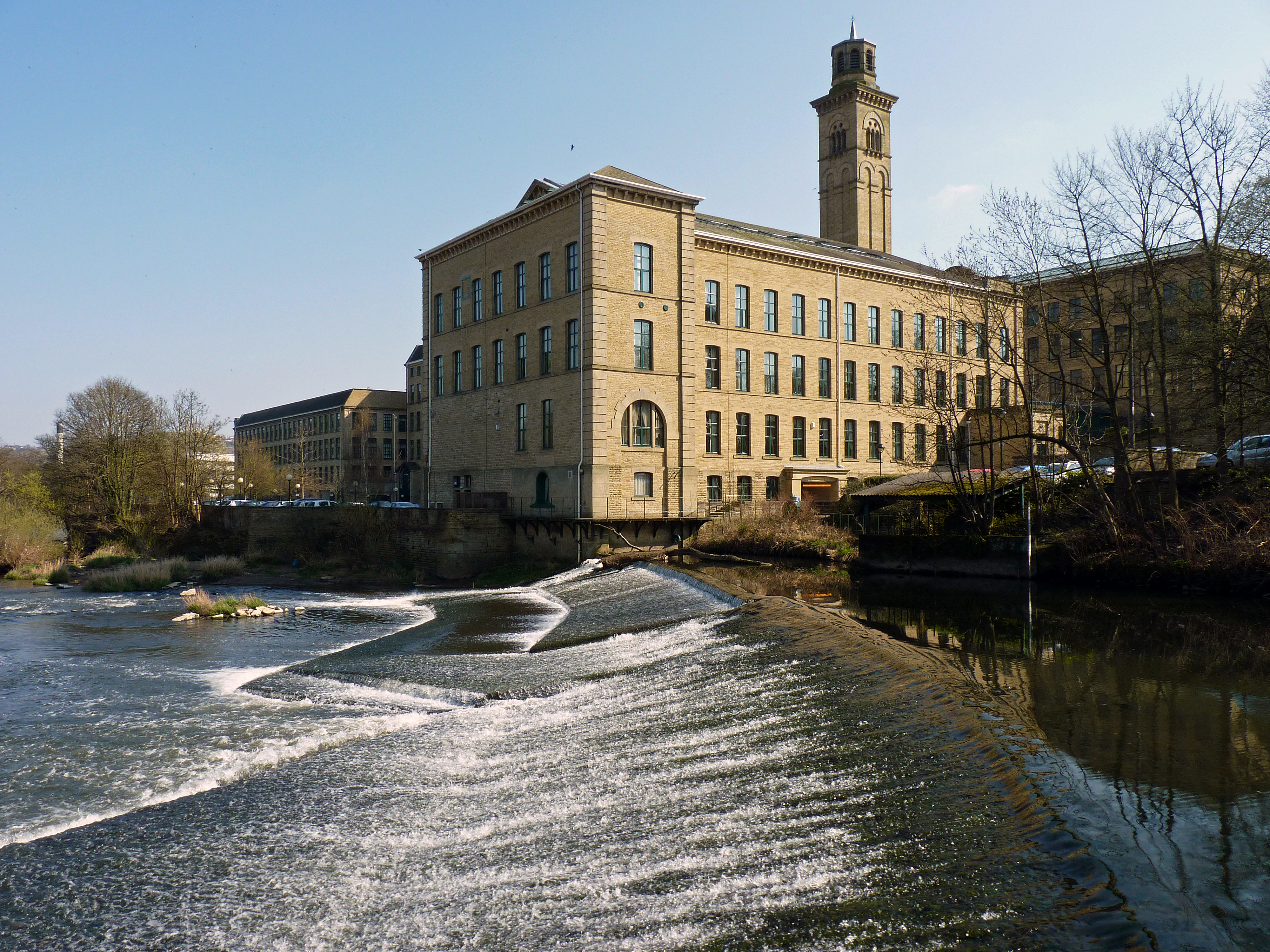
Salts Mill and River Aire
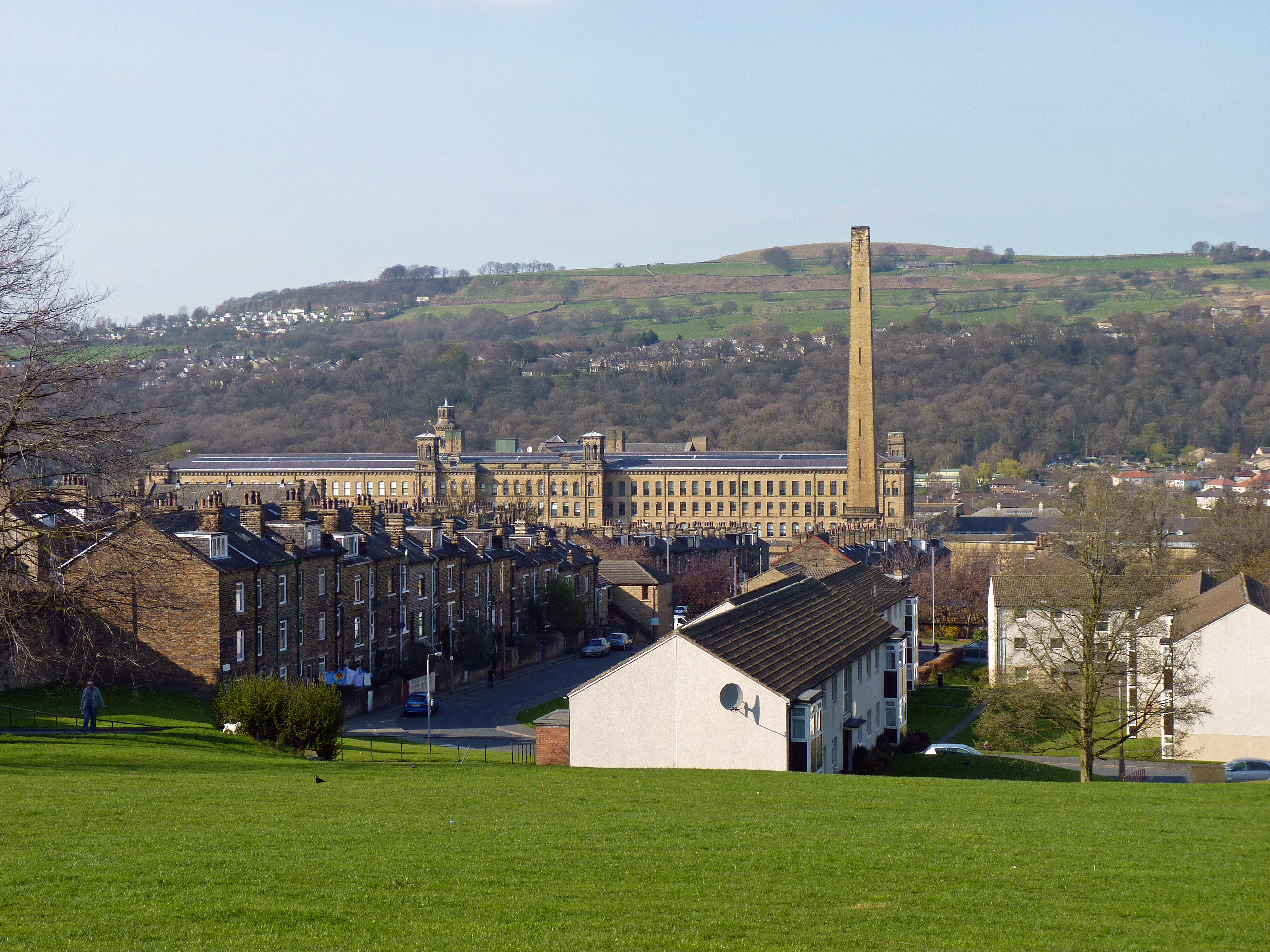
Salts Mill